# 元好问
元好问（1190年8月10日—1257年10月12日），字裕之，号遗山，山西秀容（今山西忻州）人，世稱遺山先生。金、元之际文学家。著作有《中州集》《南冠录》《壬辰杂编》《續夷堅志》等等。

## 生平

### 家世背景
元好问自称是唐朝诗人元结的后裔，父亲元德明隐居不仕，以诗文著称于世，著有《东岩集》三卷。

### 少年聰慧
元好问生于金章宗明昌元年七月初八日（1190年8月10日）。出生七个月後，就被过继给叔父元格。四歲随从母张氏學習，受到完善的教育。五岁時跟隨叔父住掖縣（今屬山東）。元好问七歲能詩，被稱為神童。十一岁时，元格移官冀州，元好问随叔父移居。元格延聘学士路泽教导元好问。十四歲時，元格再次移官陵川，元好问師事陵川著名学者郝天挺。
元好问十六岁时往并州赴试，途中遇到一个捕雁的人对他说，今天捕到一只大雁，另一只脱网。但脱网之雁悲鸣不去，最终撞地而死。元好问听后买下这两只雁，将其葬于江边，并有感写下《雁丘词》。其中首句“問世間，情是何物，直教生死相許”至今仍脍炙人口。
十八岁时，元好问返乡完婚，后又回到陵川。

### 科举长路
元好问在追随郝天挺学习六年以后，从二十岁起，“下太行、渡大河”，开始了各处游历的“觅官”生涯。他从十六岁开始赴试起，应举做官的思想一直不断。二十一岁时，他的叔父元格病逝于隴城任所，元好问自此结束了游居的生活，扶柩回到忻州原籍。金宣宗貞祐二年（1214年），蒙古軍陷秀容城，元好问的长兄元好古惨遭杀害，时年二十五岁的元好问避兵鄰縣陽曲北山。貞祐四年（1216年），元好问风闻蒙古军又将南下，举家至河南避乱。这个时期的元好问目睹战乱四起，写下了不少悲愤之作，其中《箕山》《琴台》等詩。元好问自二十岁始赴长安应试，直到二十八岁已经参加过数次科举，但并没有得到好的成绩。二十八岁时赴汴京以诗文谒见当时的禮部尚書趙秉文。后者对《箕山》《琴台》等大为賞識，“以为近代无此作也”。元好问遂名震京師。然而这时候的元好问由于仕途不顺，已经流露出对科举做官的懊恼和灰心。在此之前，他的诗作尽管反映了游历所见的苦难情形，但仍然朝气蓬勃，透露出宏大的抱负。二十八岁后，仕途不顺的他如同从做官的迷梦中清醒过来，此时的诗作中如“一寸名扬心已灰，十年长路梦初回”（《示崔雷社诸人》）、“无端学术与时背，如瞽失相徒怅怅”（《雪后招邻舍王赞子相饮》）已经表露了这样的情怀。
1218年春，二十九岁时的元好问移居嵩山。这时元好问感到理想难以实现，在思想上处于低潮，但这也为他提供了一个开阔视野的契机。他将注意力集中到更为现实的事情中去，开始经营生计，关注农民生活，写出了一系列贴近农民，反映农民情感的作品。同时，他的作品中开始出现对时政的影射。元好问一生的作品中较少这种题材的诗歌，它们也比较集中出现在这个时期。

### 仕隐十年
三十二岁至四十二岁的十年是元好问人生的第二阶段。艰难的时势使得充满爱国情怀的元好问无法彻底放弃做官的理想。在这种矛盾的困扰下，興定五年（1221年），元好问進士及第，但当时主考官赵秉文因滥放及第被贬官，元好问愤而不就选。三年后，元好问在赵秉文及楊雲翼着力劝说下应选宏辞科，中选后召任国史院编修。
在之后的几年中，元好问实际上处于时仕时隐的状态。一方面渴求出仕以改变时局，成就一番事业，另一方面又逐渐认识到官场黑暗，厌倦于复杂的政治斗争，使得元好问思想上的矛盾不断加深。元好问任国史院编修不久便辞官出京。后来曾经担任镇平县令（1226年）和内乡县令（1227年），又因为母亲过世而离官。三年后（1231年）服丧期满，迁任南阳县令。不久后诏至汴京，任尚书都省掾。这一年他的妻子张氏病逝。然而对于元好问来说，接下来的天兴元年（1232年）才是多事之秋。三月、十二月蒙古军两次围困汴京，这时元好问又升至尚书省左司都事。同是天兴元年三月，他的三女儿也早夭。五月，赏识提携他的赵秉文逝世。蒙古军第二次围城时，金哀宗率兵弃城突围。汴京城内粮食已绝，米价暴涨，百姓多有饿死，已经发展到食尸甚至食人的地步。1233年正月，守城西面元帅崔立以汴京城投降蒙古军，自封鄭王。
蒙古军占领汴京后，崔立自认为救活了京城百万民众，曾要求元好问等文人为其立碑颂德。元好问等文臣视崔立为叛贼，不愿落笔，另一方面又恐为崔立所害，于是找到未有官职的文士刘祁来撰碑文。刘祁在后来回忆中记载他起初也坚辞不就，后来元好问等人多次逼迫，只好代为起草碑文，由元好问修改后，刻为碑文。之后元好问又向耶律楚材上书，举荐一批知名文士，请求后者予以保护。此两件事令元好问被质疑其“气节”问题，在以后一直困扰着他。四月二十九日，元好问作为金朝官员被押解出汴京。五月，元好问在亂離中攜友人幼子白樸，北渡黃河。

### 国破归隐

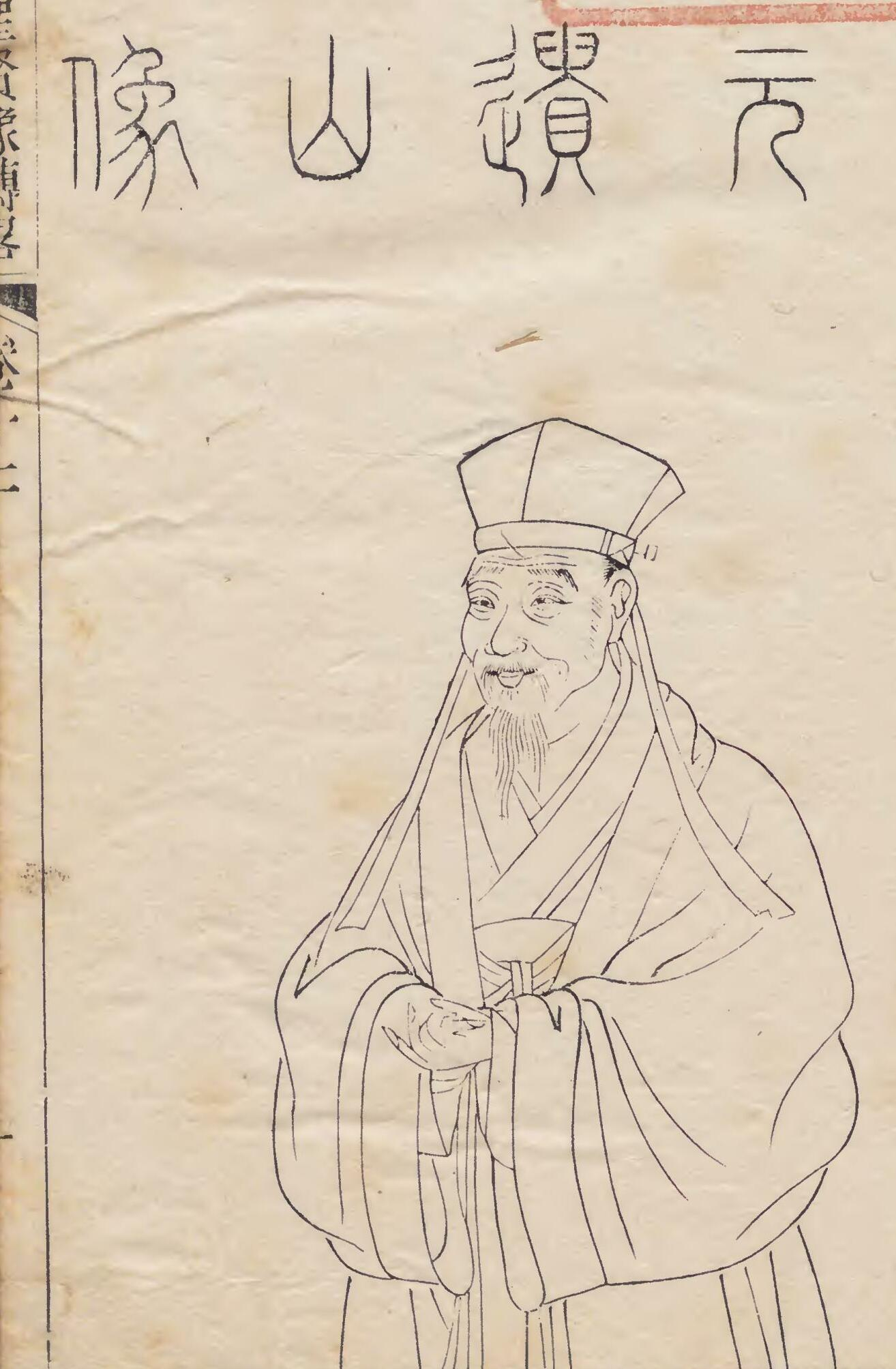
《古圣贤像传略》裡的元好問畫像

金哀宗天兴二年（1233年）秋，元好问被元政权长期拘管於聊城（今屬山東），天兴三年（元太宗六年正月初十日，即1234年2月9日），哀宗自杀，金朝灭亡。两年后（1235年），元好问由聊城移居冠氏（今山東冠縣）住了四年。金朝的灭亡与人民的惨状对未能将国家于危难中挽救的元好问造成了很大的打击。此外崔立功德碑之事也令他悔恨自责，由此招来的毁谤更令他积郁难排。这个时期元好问常常沉醉酒中以求解脱。然而这种悲痛沉郁的心情也造就了元好问在诗歌方面的成功。代表了他思想和艺术的最高成就的“丧乱诗”大都产生于这个时期。
五十岁时，元好问回到故乡忻州。这时的他思想消沉，心生厌世之感，甚至认为“读书误人多”，要后代学耕耘种树，也不要学读书。他开始信奉及时行乐的人生哲学，流露出宿命论的思想。
然而，元好问在行动上也表现出积极的一面。回到故乡后，元好问开始四处奔走，在极端困难的条件下，以大毅力编写亡金野史。他首先编成《中州集》，以诗志史，同时收集散佚的诗歌。他还编写了《南冠录》，记载元氏列祖列宗言行录以及金朝君臣的事迹。这两本书元好问在聊城时便开始撰写，对后来的《金史》有很大影响。后来又编有《金源君臣言行錄》《壬辰杂编》。元好问在故乡筑起“野史亭”，可见其著史之志。此外他也注重保护文学作品与文献，使金朝的文学源流不因国亡而中断。他編有《東坡樂府集選》《唐詩鼓吹》，並致力於保存金朝文化。
元好问晚年一方面致力于金朝历史和文化的保护，另一方面也开始立馆讲学。他在封龙山与张德辉、李冶一道讲学，学生众多，并称为“龙山三老”。六十三岁时，元好问与张德辉北上觐见忽必烈，说服忽必烈接纳尊信儒学的成功，并请忽必烈为“儒教大宗师”，促使忽必烈任用儒士治国。
元宪宗七年九月初四日（1257年10月12日），元好问卒於獲鹿（在今河北省），葬於故鄉繫舟山下山村（今山西省忻州市忻府区西张乡韩岩村）。

## 诗文

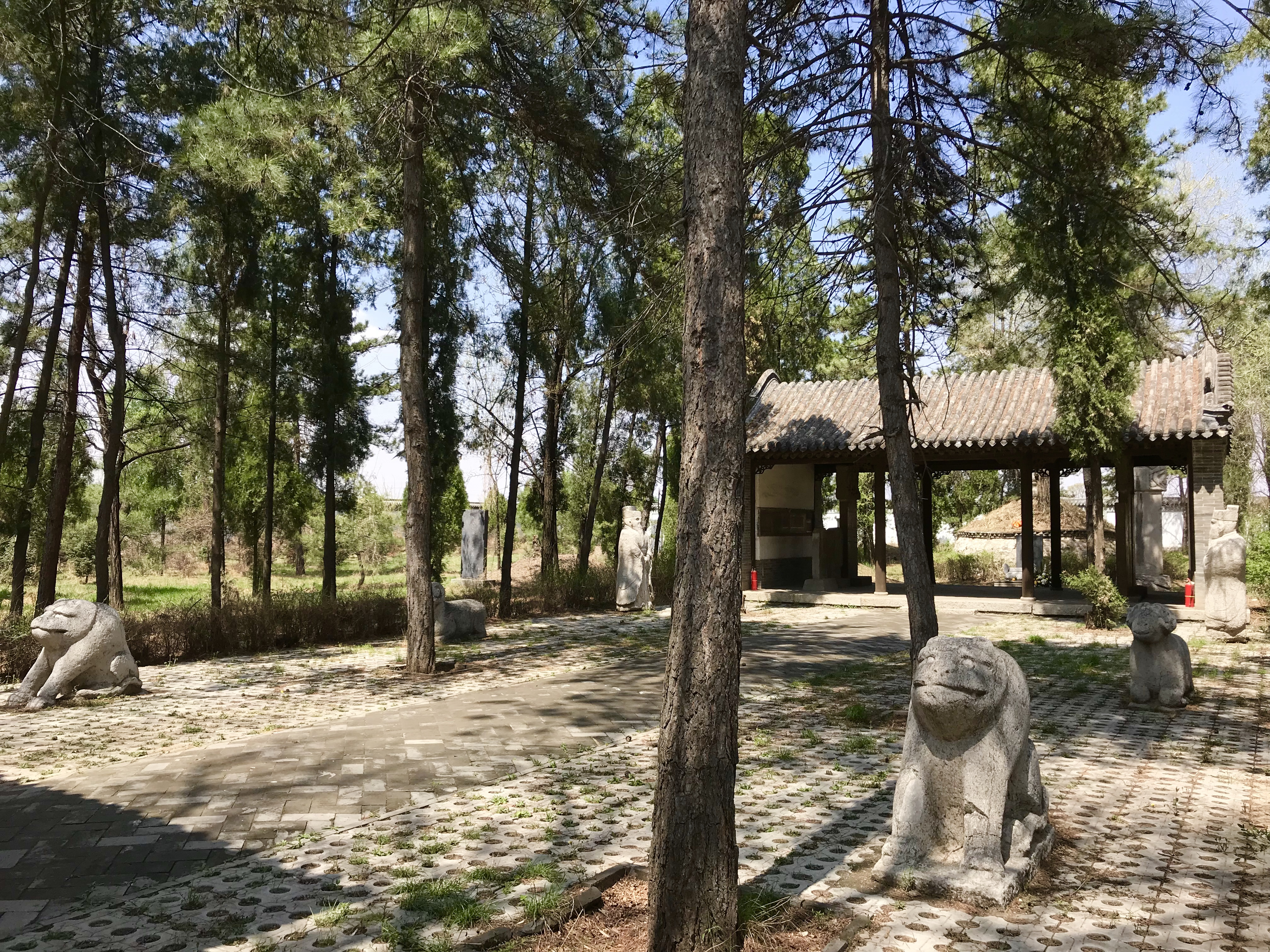
元好問墓墓道

元好问辑有《中州集》，保存了大量金代文学作品。此外著有《遗山先生文集》四十卷、《续夷坚志》四卷、《遺山樂府》三卷、《遗山先生新乐府》五卷等。现有清光绪读书山房重刊本《元遗山先生全集》。
其诗刚健、其文弘肆、其词清隽，缺點是「往往自蹈窠臼」。元好问的诗词可以说是金元两代诗词的代表。今存诗1361首，内容丰富。清代刘熙载评论：“金元遗山诗兼杜、韩、苏、黄之胜，俨有集大成之意。以词而论，疏快之中，自饶深婉，亦可谓集两宋之大成者矣。”
元好问的诗，依其风格变化，大致可划分成早年、金亡前后和晚年三个时期。早期的诗作中保留了浓厚的宋诗色彩。随着元好问生活阅历的丰富，随着国家危难深化，他开始逐步形成独有的刚健、质朴、沉郁、悲慨的诗风。金亡前后的诗，融唐入宋，风格醇厚天然，既讲求意境，又不避议论。他的丧乱诗最能体现他激越而悲慨的风格。诗篇内容生动反映了当时的社会动乱和百姓苦难，如《岐阳》《壬辰十二月车驾东狩后即事》诗，沉郁悲凉，直追老杜，堪称一代「诗史」。而晚年的元好问诗风趋于老成，语言更朴素，感情更深沉，消去了愤怒和激动。其写景诗，表现山川之美，意境清新，脍炙人口。他的诗歌风格的变化和他的生活经历是密不可分的。
元好问之文继承唐宋八大家传统，清新雄健，长短随意，众体悉备，为金代文学批评之巨子，仿杜甫《戏为六绝句》体例所写《论诗绝句三十首》，在文学批评史上影响颇大。其詩學上承東坡，好取具有風骨、摒除兒女之情的凌雲健筆。對於華豔的南方文學較多貶抑、對北方文學則頗有表彰。特別是受到禪學的影響，力主「天成、自得、超然」的風格。
今存词377首，艺术上以苏、辛为典范，兼有豪放、婉约诸种风格，当为金代词坛第一人。散曲仅9首，用俗为雅，变故作新，具有开创性。《续夷坚志》是現存為數不多的金代筆記小說。所編《中州集》及《壬辰雜編》，在今本《金史》中多採其說法。